# Heuckewalde
Heuckewalde là một đô thị thuộc huyện Burgenland, bang Sachsen-Anhalt, Đức. Đô thị Heuckewalde có diện tích 6,55 km², dân số thời điểm ngày 31 tháng 12 năm 2006 là 441 người.